# Fulvio Balatti
Fulvio Balatti (født 3. januar 1938, død 28. oktober 2001) var en italiensk roer og dobbelt europamester.
Balatti roede i flere forskellige bådtyper, og hans første store resultat kom i 1958, hvor han var med i den italienske otter, der blev europamestre dette år.
Ved OL 1960 i Rom roede han sammen med Romano Sgheiz, Franco Trincavelli, Giovanni Zucchi og styrmand Ivo Stefanoni firer med styrmand og skulle forsvare det olympiske mesterskab, som tre af roerne havde vundet fire år tidligere. Italienerne vandt da også både deres indledende heat og deres semifinale. I finalen var de tyske regerende europamestre hurtigst og vandt guld, mens Frankrig tog sølvmedaljerne, og italienerne blev nummer tre.
I de følgende år vandt han flere medaljer ved EM. I 1961 var han igen med til at blive europamester i otteren, og han var med til at vinde sølv i firer uden styrmand i 1963 samt bronze i samme disciplin i 1964.
Han deltog i OL 1964 i Tokyo som del af italienernes firer uden styrmand, der sluttede på femtepladsen.

## OL-medaljer
- 1960:  Bronze i firer med styrmand